# 黑斯廷斯鎮區 (北達科他州博蒂諾縣)
黑斯廷斯鎮區（英語：Hastings Township）是位於美國北達科他州博蒂諾縣的一個鎮區。

## 地方資料
黑斯廷斯鎮區的面積為92.88平方千米，當中陸地面積為92.72平方千米，而水域面積為0.16平方千米。根據2010年美國人口普查的數據，當地共有人口47人，而人口密度為每平方千米0.51人。